# Kerk van de Eenheid in Christus
De Kerk van de Eenheid in Christus is de protestantse kerk van Son, gelegen aan de Zandstraat 26.

## Geschiedenis
Het aantal protestanten in Son en Breugel was traditioneel gering. Na 1950 kwam daar verandering in, toen steeds meer mensen uit Eindhoven in Son kwamen wonen. Velen van hen waren oorspronkelijk uit andere delen van Nederland afkomstig en onder hen was een aanzienlijk aantal protestanten. Vooral de bouw van de wijk Breeakker bracht met zich mee dat reeds in 1958 het aantal protestanten tot 180 was toegenomen. Kerkdiensten werden vanaf dat jaar gehouden in het Wit-Gele Kruisgebouw aan de Wilhelminalaan, vanaf 1960 in de grotere zaal van café "De Zwaan". 
In 1961 werd een actie gestart voor de bouw van twee kerken: De Kerk van de Eenheid in Christus te Son, en de (katholieke) Goede Herderkerk te Sint-Oedenrode. De Sonse kerk kwam gereed in 1963. Oorspronkelijk was het een Hervormd kerkgebouw. De gereformeerden sloten zich al in 1977 hierbij aan en zo ontstond in 1981 de Hervormd-Gereformeerde Kerkgemeenschap Sint-Oedenrode, Son en Breugel.
Het gebouw, ontworpen door Gerrit Gerritse sr., is in modernistische stijl. Typerend voor veel protestantse kerkgebouwen in deze stijl is het schuine dak. Dit is hier voorzien van een klein, open, klokkentorentje. Aan de kerk vastgebouwd was een lager complex van bijgebouwen.
In 1995 werd de kerk grondig verbouwd en in 1997 werd een glas-in-loodraam geplaatst.